# チャン・ウォニョン
チャン・ウォニョン（朝: 장원영、英: JANG WONYOUNG、中: 张员瑛、2004年8月31日生まれ ）は、大韓民国出身のアイドル。女性アイドルグループ・IVEのメンバーであり、ボーカルを務めている。また、日韓合同女性アイドルグループ・IZ*ONEの元メンバー。日本での活動名はウォニョン。STARSHIPエンターテインメント（韓国）、アミューズ（日本）所属。ソウル特別市龍山区出身。姉は女優のチャン・ダア。なお、中国では翻訳の誤変換か张元英の表記がよくみられる。

## 来歴
デビュー前
- 2004年8月31日、ソウル特別市龍山区にて誕生。韓国の本格的な英語幼稚園に通い、幼少期から英語を習っていたため、特技は英語の発音。デビュー前にドリームボーカル実用音楽学院に通っていた。
- 姉チャン・ダアの中学校の卒業式へ付き添いで同行した際に、現所属事務所・STARSHIPエンターテインメントにスカウトされ、芸能界入り[4]。
- デビュー前にもかかわらず、ペプシコーラの広告モデルに起用され、YDPPの「LOVE IT LIVE IT」のミュージックビデオに出演。

2018年
- 4月11日～8月31日にMnetにて放送されたオーディション番組『PRODUCE 48』に出演し[5]、最終順位1位でデビューメンバーに選抜[6]。

- 10月29日、日韓合同グループ・IZ*ONEのメンバーとしてデビュー[7]。

2020年
- ソウル公演芸術高等学校に入学。

2021年
- 1月14日発売のファッション雑誌「ELLE KOREA」2月号にて、同誌史上最年少で表紙に抜擢[8]。
- 4月29日、2年6か月の活動期間を終え、IZ*ONEとしての活動が終了[9][10]。
- 5月24日、自身のInstagramアカウントを開設し、1日でフォロワーが34万人を突破[11]。
- 9月27日、KBS2の音楽番組『ミュージックバンク』のMCに抜擢され、10月8日放送回よりENHYPENのソンフンと共にMCを務めることが発表された[12]。
- 10月2日、同年12月2日開催のアジアのK-POP・ドラマ統合授賞式「Asia Artist Awards」にて同授賞式史上最年少でMCに抜擢され、SUPER JUNIORのイトゥクと共にMCを務めることが発表された[13]。
- 11月4日、所属事務所「STARSHIPエンターテインメント」より新ガールズグループ・IVEのメンバーとして活動することを発表[2]。同じく元IZ*ONEメンバーのアン・ユジン及び他4名のメンバーと合流することも発表された。
- 11月14日発売のファッション雑誌「Harper's BAZAAR Korea」12月号にて、同誌史上最年少で表紙に抜擢[14][15]。
- 12月1日、IVEとしてデビュー[16][17]。

## エピソード
- 幼い頃の夢はアナウンサーや弁護士になることだった。
- 数学競技大会で3回受賞した経歴があり、最高成績は金賞受賞。
- テレビ番組では、流暢な英語の発音を披露した[18]。そして英語だけでなく、日本語もデビューしてから勉強を怠らない真面目で努力家な性格である。2022アジアアーティスト授賞式で歴代最年少で司会を任された際、前日に台本を渡されたにもかかわらず、台本にある日本語の間違いを指摘し、訂正することが出来た(本人は努力の過程を見せることを好まず、結果を褒められたい性格のため、このエピソードはスタッフにより公開された)。
- 2019年4月、中学校卒業検定試験において国語・英語・数学を自己採点した結果、満点だった[19]。
- 背が高い秘訣として、本人いわく「よく食べてよく寝た。また、食欲旺盛なことが手助けになった。野菜も好き嫌いが一つもない。」と話している[20]。
- 高身長だが、幼い喋り方やメンバーに甘えることが多く赤ちゃんのようなことから、「ジャイアントベイビー」と言うあだ名がある。さらにオーディション番組が放送されていた当時、14歳とは思えないような高身長に抜群のスタイルだったため、「奇跡の14歳」とも呼ばれた。
- 2018年、IZ*ONEとしてデビューした当時の身長は169cm。2021年当時の身長は173cm[21]。
- 同じSTARSHIPエンターテインメント所属で、IZ*ONE並びにIVEとして共に活動するアン・ユジンと仲が良い。そのため、ファンからアン・ユジンの「アン」とチャン・ウォニョンの「ニョン」を合わせて「アンニョンズ」と呼ばれている。

## ディスコグラフィ

### 参加楽曲
| 発売日        | 楽曲                                             | 収録アルバム                     | アーティスト                                 |
| ------------- | ------------------------------------------------ | -------------------------------- | -------------------------------------------- |
| 2018年5月10日 | 내꺼야 (PICK ME)                                 | NEKKOYA (PICK ME)                | PRODUCE 48                                   |
| 2018年5月10日 | NEKKOYA (PICK ME)                                | NEKKOYA (PICK ME)                | PRODUCE 48                                   |
| 2018年8月18日 | Rollin' Rollin'                                  | PRODUCE 48 - 30 Girls 6 Concepts | PRODUCE 48（기억 조작단 (Love Potion) 名義） |
| 2018年9月1日  | 好きになっちゃうだろう?                          | PRODUCE 48 - FINAL               | PRODUCE 48                                   |
| 2018年9月1日  | 꿈을 꾸는 동안 / 夢を見ている間 (Korean Version) | PRODUCE 48 - FINAL               | PRODUCE 48                                   |
| 2018年9月1日  | 夢を見ている間 (Japanese Version)                | PRODUCE 48 - FINAL               | PRODUCE 48                                   |

## 作詞
| アーティスト | 楽曲 |
| ------------ | --- |
| IZ*ONE       | - DREAMLIKE - ユン・サンジョ, カン・ヨンウクと共同作詞。1stアルバム「BLOOM*IZ」に収録。 - With*One - 共同作詞。3rdミニアルバム「Oneiric Diary (幻想日記)」に収録。 |
| IVE          | - Mine - 歌詞は単独で書かれた。1stアルバム「I'VE IVE」に収録。 - Shine with Me - 歌詞は単独で書かれた。1stアルバム「I'VE IVE」に収録。 - OTT - 歌詞は単独で書かれた。1stミニアルバム「I'VE MINE」に収録。 - Blue Heart - 歌詞は単独で書かれた。2ndミニアルバム「IVE SWITCH」に収録。 - ATTITUDE - ソ・ジウム, Nietzscheと共同作詞。 3rdミニアルバム「IVE EMPATHY」に収録。 |

## 出演

### テレビ番組
- PRODUCE 48（2018年4月11日 - 8月31日、Mnet）
- KBS歌謡祭（KBS 2TV）
  - 2020 KBS歌謡祭（2020年12月18日）[注 1]
  - 2021 KBS歌謡祭（2021年12月17日）[注 2]
  - 2022 KBS歌謡祭（2022年12月16日） - MC[32]
- MBC歌謡大祭典（MBC）
  - 2020 MBC歌謡大祭典（2020年12月31日）[注 3]
  - 2021 MBC歌謡大祭典（2021年12月31日）[注 4]
- ミュージックバンク（2021年10月8日 - 、KBS 2TV）- MC[36]
- KBS芸能大賞（2021年12月25日、KBS 2TV）[37]
- 新商品発売～コンビニレストラン（2022年3月4日、KBS 2TV） - スペシャルMC[38]
- 社長の耳はロバの耳（2022年4月10日、KBS 2TV） - スペシャルMC[39]

### CM・広告
- ペプシコ「ペプシコーラ」（2018年）[注 5]
- Miu Miu（2021年 - ） - グローバルアンバサダー[15]
- アモーレパシフィック「イニスフリー」（2021年 - ）[40]
- VIVASTUDIO「KIRSH」（2021年 - ）[41]
- SKテレコム
  - T宇宙（2022年5月 - ）[42]
  - Galaxy Z Flip 4（2022年8月 - ）
- GRAYGO「GOSPHERES」（2022年 - ） - アンバサダー[43]
- PPB Studios「Hapa Kristin」（2022年 - ）[44]
- K2「EiDER」（2022年 - ）[45] ※パク・ボゴムと共同モデル
- LVMH「FRED」（2022年 - ） - グローバルアンバサダー[46]
- KOLON Industries「SUECOMMA BONNIE」（2022年 - ）[47]

### イベント
- 2021 Asia Artist Awards（2021年12月2日、KBSアリーナ）- MC[13]
- 2022 Asia Artist Awards IN JAPAN（2022年12月13日、日本ガイシホール） - MC[48]

### 雑誌
- 「BEAUTY+」
  - 2019年1月号（2018年12月）[49] - 初の単独表紙
  - 2021年4月号（2021年3月）[50] - 単独表紙
- 「marie claire」2020年5月号（2020年5月）[51]
- 「GQ KOREA」2020年7月号（2020年6月）[52]
- 「VOGUE KOREA」2020年10月号（2020年9月）[53] - キム・ミンジュと共同モデル
- 「ELLE KOREA」
  - 2021年1月号（2020年12月）[54] - ユナ（少女時代）と共同モデル
  - 2021年2月号（2021年1月）[8] - キム・ミンジュと共に表紙
  - 2022年9月号（2022年8月）[55]
- 「Haper’s BAZAAR Korea」2021年12月号（2021年11月）[14] - 単独表紙
- 「Y magazine」2022年5月号（2022年3月）[56] - 単独表紙
- 「W Korea」2022年6月号（2022年5月）[57]

### ミュージックビデオ
- YDPP「LOVE IT LIVE IT」（2018年）

## 受賞歴
- KBS芸能大賞 - ベストカップル賞（2021年、『ミュージックバンク』）[37] ※ソンフン（ENHYPEN）と共同受賞

## 関連映像

### PRODUCE 48
| PRODUCE 48 |
| --- |
| - テーマ曲「내꺼야 (PICK ME)」 - グループバトル評価「너무너무너무 (Very Very Very)」1班 - ポジション評価「Side To Side」 - コンセプト評価「Rollin' Rollin'」 - デビュー評価「We Together」「꿈을 꾸는 동안 / 夢を見ている間」 |